# Сол Крипке
Сол Арон Крипке (на английски: Saul Aaron Kripke) е американски философ и логик, понастоящем емеритус в Принстън.
Преподава като професор по философия в Центъра за следдипломна квалификация на Градския университет на Ню Йорк. Крипке става централна фигура от 60-те години на ХХ век в голям брой от области – логика, философия на езика, метафизика, епистемология, теория на множествата. Има множество приноси в областите модална логика, интуиционистка логика, логическа семантика.

## Биография
Роден е на 13 ноември 1940 г. в Бей Шор, САЩ. През 1962 г. завършва бакалавърска степен по математика в Харвардския университет. Това е единствената непочетна академична степен, която получава.
От 1976 г. до своето пенсиониране през 1998 г. преподава в Принстънския университет.
Получава наградата „Ролф Шок“ по логика и философия от Кралската шведска академия на науките през 2001 г.

## За него
- Arif Ahmed, Saul Kripke. New York, NY; London: Continuum, 2007. ISBN 0-8264-9262-2
- Alan Berger (ed.) Saul Kripke, 2011. ISBN 978-0-521-85826-7
- Taylor Branch, "New Frontiers in American Philosophy: Saul Kripke". The New York Times Magazine, 1977.
- John Burgess, Saul Kripke: Puzzles and Mysteries, 2013. ISBN 978-0-7456-5284-9
- G.W. Fitch, Saul Kripke, 2005. ISBN 0-7735-2885-7
- Christopher Hughes, Kripke: Names, Necessity, and Identity, 2004. ISBN 0-19-824107-0
- Martin Kusch, A Sceptical Guide to Meaning and Rules. Defending Kripke's Wittgenstein. Acumben: Publishing Limited, 2006
- Christopher Norris, Fiction, Philosophy and Literary Theory: Will the Real Saul Kripke Please Stand Up? London: Continuum, 2007
- Consuelo Preti, On Kripke. Wadsworth, 2002. ISBN 0-534-58366-0
- Nathan Salmon, Reference and Essence, 1981. ISBN 978-1-59102-215-2
- Scott Soames, Beyond Rigidity: The Unfinished Semantic Agenda of Naming and Necessity, 2002. ISBN 0-19-514529-1